# Gunbuster
Gunbuster, cujo nome de origem é Aim for the Top! (トップをねらえ! Toppu o Nerae!) é um OVA anime produzido pela Gainax  e lançado em 1988. O enfoque de sua trama circunda o gênero mechas. Dirigido por Hideaki Anno, mais conhecido por seu trabalho de criação e direção do anime Neon Genesis Evangelion. O OVA possui uma continuação feita em celebração ao 20º aniversário da Gainax, com novos mechas, personagens e estilo artístico, mantendo, entretanto, o formato conceitual no qual a série se firmou.

## Sinopse
Noriko Takaya é uma jovem aspirante a piloto de mecha. Ela perdeu seu pai ainda nova em uma batalha com alienígenas. Isso fez com que ela quisesse se tornar piloto, tanto para proteger a Terra quanto para se vingar daqueles que lhe trouxeram tanto sofrimento.
Apesar das boas intenções, Noriko é preguiçosa e sonhadora, e não leva os treinamentos tão a sério, e por isso sendo alvo dos ataques das colegas que dizem que ela está ali apenas pela fama do pai.
Um dia surge Kazumi Amano, considerada a mais brilhante aspirante a piloto, ela é um exemplo para todos. Vendo o seu comportamento perante os treinamentos e o dia a dia, Noriko passa a se esforçar mais. Assim temos uma constante rivalidade e amizade entre as duas.

## Elenco
- Noriko Takaya (タカヤ・ノリコ Takaya Noriko) Interpretada por: Noriko Hidaka

- Kazumi Amano (アマノ・カズミ Amano Kazumi) Interpretada por: Rei Sakuma

- "Coach" Ohta (オオタ・コウイチロウ (コーチ) Oota Kouichirou (Kōchi)) Interpretado por: Norio Wakamoto

- Jung Freud (ユング・フロイト Yungu Furoito) Interpretado por: Maria Kawamura

- Captain Tatsumi Tashiro (タシロ・タツミ Tashiro Tatsumi) Interpretado por: Tamio Ōki

- Smith Toren (スミス・トーレン Sumisu Tōren) Interpretado por: Kazuki Yao